# Pascual Fresquet
Pascual Fresquet Llopis (Alcalá de Chivert, 6 de enero de 1907 – Aubagne, Francia, 14 de agosto de 1957) fue un comunista libertario español, de profesión albañil. Se hizo célebre durante la Guerra Civil como líder de la Brigada de la Muerte, un grupo represivo irregular que operó en la retaguardia republicana durante el verano de 1936.
Fresquet nació en 1907 en Alcalá de Chivert pero de pequeño su familia emigró a Torrassa, un barrio de Hospitalet de Llobregat. Torrassa era un barrio de población básicamente trabajadora afiliada en su mayoría a la Confederación Nacional del Trabajo (CNT). Sus padres trabajaron en las obras del metro de Barcelona y su madre, Purificación Llopis, regentó una fonda en la calle Sugranyes. 
Se sabe que Fresquet era el presidente del sindicato de la construcción de la CNT en el barrio de Sants en 1936, pero estaba vinculado al movimiento libertario desde antes del estallido de la Guerra cuando a menudo fue detenido y torturado por la policía imputado por pistolerismo y participación en atracos. 
Fresquet era amante de la bebida y el boxeo, siendo una persona agresiva. Sobre su comportamiento sexual, promiscuo y vejatorio con las mujeres, algunos estudios grafológicos indican que tenía grandes conflictos interiores, sobre todo de índole sexual; que negaba su sexualidad y que podría haber sido homosexual. Fue temido incluso por anarquistas y sindicalistas. 
El episodio por el cual es más conocido es el de su pertenencia a la Brigada de la Muerte. Era su cabecilla y acostumbraba a justificar las ejecuciones de "fascistas" (religiosos, falangistas, militantes de la CEDA, católicos, carlistas, propietarios rurales, caciques y cualquier partidario de la sublevación militar) en el balcón del ayuntamiento del pueblo dónde los asesinatos se llevaban a cabo.
Cuando la CNT tomó finalmente cartas en el asunto, Fresquet fue movilizado e ingresó en el ejército republicano como jefe de Policía Sanitaria (principios de mayo de 1937). Acabada la Guerra Civil, Fresquet se exilió a Marsella (Francia) con su hijo de siete años y alguno de sus compañeros de la Brigada de la Muerte con los que atracó bancos. Murió de cáncer en 1957 en una residencia denominada Castel Roseraie.